# 平山泰
平山泰（1890年9月29日—1946年3月27日），本籍日本長野縣，東京帝國大學政治科畢業，畢業後先擔任高知縣官吏。之後又先後擔任過鳥取縣警視、青森縣理事官、愛知縣理事官、台灣總督府秘書官兼參事官、復興局書記官、同局東京第三出張所長、復興事務局監理課長、山形縣内務部長、台灣總督府高雄州知事、台北州知事、東京市監査局長、財務局長、電氣局長。1939年退休，歸鄉幾年後，擔任松本市長，任期中日本戰敗，在松本市迎接200名美軍士兵進駐。